# Eduardo Camaño

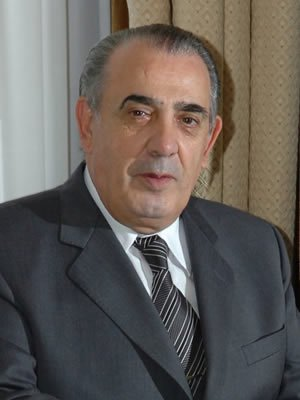
Eduardo Camaño.

Eduardo Oscar Camaño (Buenos Aires, 17 juni 1946) is een Argentijnse politicus van de Peronistische Partij. Hij was slechts twee dagen president van het land, van 31 december 2001 tot 1 januari 2002.
Hij werd interim president vanwege het aftreden van president Adolfo Rodríguez Saá en voorzitter van de Senaat Federico Ramón Puerta. Camaño was een gedeputeerde leider van het Lagerhuis van het Argentijnse congres sinds 2001.
Camaño zit nu in het Huis van Afgevaardigden voor de provincie Buenos Aires. Hij maakt deel uit van het federale peronistische blok van de kant van Eduardo Duhalde, en voert daarmee oppositie tegen de huidige president Néstor Kirchner. Als voorzitter van de nationale raad van de Peronistische Partij is hij de facto leider van deze partij.